# 陸軍技術研究所
陸軍技術研究所（りくぐんぎじゅつけんきゅうじょ）は、陸軍関係兵器の調査研究・試験を行う日本陸軍の機関である。

## 概要
1942年（昭和17年）10月、陸軍兵器機関の整理統合が実施され、陸軍兵器行政本部が設置された。それに伴い陸軍技術本部が廃止され、その隷下の第1から第9研究所が第1から第9陸軍技術研究所となり、陸軍兵器行政本部に属することとなった。
1943年（昭和18年）6月、第5・第7・第9の各陸軍技術研究所と第4陸軍航空技術研究所の電波兵器研究部門を統合し、多摩陸軍技術研究所が新設された。
1945年（昭和20年）5月、陸軍大臣に直隷していた各所長は陸軍航空本部長の隷下となった。

## 各研究所概要

### 第1陸軍技術研究所
- 前身：陸軍技術本部第1研究所
- 所在地：東京府北多摩郡小金井町（現・東京都小金井市。跡地は小金井市立上水公園運動施設または小金井市立小金井第二小学校）
- 担当：銃砲・弾薬・馬具
- 所長
  - 村木竹雄 少将 1941年6月15日 -
  - 相馬癸八郎 少将 1942年8月1日 -
  - 桑田小四郎 少将 1944年3月1日 -

### 第2陸軍技術研究所
- 前身：陸軍技術本部第2研究所
- 所在地：東京府北多摩郡小平町野中新田與右衛門組字南（現・小平市花小金井１丁目。拓殖大学予科の校舎・敷地を接収、戦後は同第一高校を経て現在は集合住宅、店舗）
- 担当：観測・指揮連絡兵器
- 所長
  - 小池国英 少将 1941年6月15日 -
  - 天晶恵 少将 1942年10月15日 -

### 第3陸軍技術研究所
- 前身：陸軍技術本部第3研究所
- 所在地：東京府北多摩郡小金井町（跡地は東京学芸大学）
- 担当：工兵器材・爆破用火薬具
- 所長：立花章一 少将 1941年6月15日 -

### 第4陸軍技術研究所
- 前身：陸軍技術本部第4研究所
- 所在地：神奈川県高座郡相模原町（現・相模原市中央区。相模陸軍造兵廠内。跡地は米軍相模総合補給廠）
- 担当：戦車・自動車
- 所長
  - 原乙未生 少将 1941年6月15日 -
  - 土岐鉾治 少将 1945年4月16日 -

### 第5陸軍技術研究所
- 前身：陸軍技術本部第5研究所
- 所在地：東京府北多摩郡小平町（現・小平市。跡地は郵政省通信総合研究所→情報通信研究機構および東京サレジオ学園）
- 担当：通信兵器
- 所長：河野健雄 少将 1941年6月15日 -
- 1943年6月、電波兵器部門を多摩陸軍技術研究所へ移管。

### 第6陸軍技術研究所
- 前身：陸軍技術本部第6研究所
- 所在地：東京市淀橋区百人町（跡地は建築研究所を経て現・東京都健康安全研究センター）
- 担当：化学兵器
- 所長
  - （兼）尾藤加勢士 中将 1941年6月15日 -
  - 小柳津政雄 少将 1942年10月15日 -
  - 秋山金正 少将 1945年7月28日 -

### 第7陸軍技術研究所
- 前身：陸軍技術本部第7研究所
- 所在地：東京市淀橋区百人町
- 担当：物理的基礎研究
- 所長
  - 長沢重五 中将 1941年6月15日 -
  - （兼）野村政彦 少将 1944年8月30日 -
- 1943年6月、電波兵器部門を多摩陸軍技術研究所へ移管。

### 第8陸軍技術研究所
- 前身：陸軍技術本部第8研究所
- 所在地：東京府北多摩郡小金井町（跡地は東京学芸大学）
- 担当：兵器材料
- 所長
  - 松崎陽 軍医大佐 1941年 -
  - 尾藤加勢士 中将 1941年6月15日 -
  - 田村宣武 中将 1942年10月15日 -
  - 長尾武雄 中将 1945年2月22日 -

### 第9陸軍技術研究所
- 前身：陸軍技術本部第9研究所
- 通称：登戸研究所
- 所在地
  - 本部 長野県上伊那郡宮田村
  - 生田分室 神奈川県川崎市（現・川崎市多摩区）東三田（跡地は明治大学生田キャンパス）
  - 北安分室 長野県北安曇郡松川村
  - 中沢分室 長野県上伊那郡中沢村（現・駒ヶ根市）
  - 小川分室 兵庫県氷上郡小川村（現・丹波市）
- 担当：秘密兵器・資材
- 所長：篠田鐐 少将 1941年6月15日 -
- 1943年6月、電波兵器部門を多摩陸軍技術研究所へ移管。

### 第10陸軍技術研究所
※1944年5月新設。
- 所在地：兵庫県姫路市（跡地は市立琴丘高校）
- 担当：海運器財・燃料
- 所長：田中収 少将 1944年5月25日 -

### 多摩陸軍技術研究所
※1943年6月新設。
- 所在地：東京府北多摩郡小金井町・小平町
- 担当：電波兵器
- 所長
  - （兼）安田武雄 中将 1943年6月12日 -
  - （扱）多田与一 中将 1945年4月1日 -